# Humphrey Bradley
Humphrey Bradley (Bergen op Zoom, voor 1584, plaats van overlijden? Na 1625 en voor 1639) was een waterbouwkundig ingenieur.
Bradley werd geboren in Bergen op Zoom als zoon van een Engelsman. In zijn jeugd moet hij Andries Vierlingh gekend hebben, die toen rentmeester in Steenbergen was. In 1599 werd hij door koning Hendrik IV van Frankrijk benoemd tot Maître des Digues et Canaux du Royaume (Hoofd van de dijken en kanalen in het koninkrijk). Met een speciale koninklijke vrijstelling mocht hij zich bezighouden met het droogmaken van moerassen, zowel gelegen op kerkelijke terreinen als ook op bezit van de adel en in de koninklijke en staatsdomeinen.
Met verschillende medewerkers die evenals hijzelf hugenoten waren, heeft hij zich beziggehouden met verschillende projecten in in Aunis (onder meer het marais de la Petite-Flandre), in Auvergne en Languedoc. Vele ingenieurs en financiers uit de Nederlanden volgden hem. Bradley en zijn medewerkers verkregen de helft van de landaanwinning in eigendom, twintig jaar belastingvrijdom, en de Franse nationaliteit na twee jaar. Bovendien werden de twaalf grootste aandeelhouders geridderd.
De eerste serieuze studie naar het Bourgondisch Kanaal, de aansluiting tussen de Seine en de Saône om de Middellandse Zee en Parijs te verbinden ter vermijding van Gibraltar, werd omstreeks 1605 door Humphrey Bradley uitgevoerd in opdracht van Hendrik IV.
Geboortejaar en overlijdensdatum zijn onduidelijk. Als geboorte jaar wordt wel 1584 genoemd. Hij komt voor in een document over de haven van Dover, waarin staat dat hij in 1584 een rapport over die haven geschreven heeft. Volgens Harris wordt hij vermeld in een document van de Staten-Generaal van 1596 waarin vermeld wordt dat hij als dijk deskundige naar Frankrijk gestuurd wordt. als bijzonderheid wordt vermeld dat hij ook Frans sprak. Het laatste bewijs van zijn leven is van 1625, gedacht wordt dat hij voor 1639 overleden moet zijn.  